# 17140 Yangkevin
17140 Yangkevin este o planetă minoră (asteroid) din centura de asteroizi. A fost descoperită pe 12 mai 1999 la Experimental Test Site⁠(d) de Lincoln Near-Earth Asteroid Research. 
Obiectul prezintă o orbită caracterizată de o semiaxă mare de 2,1673142 UAi, o excentricitate de 0,0864951, o înclinație de 7,79868 ° în raport cu ecliptica.